# Жарко Петровић (композитор)
Жарко Петровић (Ужице, 4. новембар 1932 — Београд, 15. септембар 2018) био је српски композитор, писац и песник.

## Биографија
Рођен је 4. новембра 1932. године у Ужицу. Музику је учио у Ужицу и Београду, а учитељи су ми били многи угледни композитори међу којима и Миховил Логар. Био је члан Удружења композитора Србије и Удружења књижевника Србије.
Током шездесетогодишње уметничке каријере, записао је, аранжирао и снимио велики број староградских песама и романси и тако их сачувао од заборава.
Преминуо је 15. септембра 2018. године у Београду. Сахрањен је у Алеји заслужних грађана на Новом гробљу у Београду.

## Стваралаштво
- Ђорђе Марјановић: Две црвене руже, Последњи воз
- Душан Јакшић: Јесења елегија (Све моје јесени су тужне), Дођи, планина те зове
- Лола Новаковић: Ти си крив
- Оливера Марковић: Дођи у септембру, Романса, Био си мој, Дођи, моја љубави
- Љиљана Петровић: Не иди, мили, Љубав се никад не враћа
- Живан Милић: Испод јоргована
- Предраг Гојковић Цуне: Романса на киши
- Мики Јевремовић: Мила, Чежњив валцер, Најлепшој, Најлепша ружа, Стара времена, Кад цветају булке
- Миодраг Миле Богдановић: Ако ме оставиш
- Боба Стефановић: Серенада Београду, Прича из Будве
- Раде Вучковић: У децембру љубави
- Здравко Чолић: Волела се некад срца два
- Кемал Монтено: Волео сам тебе, волео
- Бети Ђорђевић: Љубави моја, Када је на планини умирало лето, Кад смо се волели ти и ја
- Габи Новак: Збогом
- Аница Зубовић: Писмо једне жене, Сине, врати се